# Gueux (Marne)
Pour les articles homonymes, voir Gueux.
Gueux est une commune française située dans le département de la Marne, en région Grand Est.

## Géographie

### Localisation
Gueux est un bourg périurbain situé à 8 km à l'ouest de Reims, 120 km au nord-est de Paris, une quarantaine de kilomètres au sud-est de Laon et une cinquantaine au nord-ouest de Châlons-en-Champagne.
Gueux se trouve dans l'aire d'attraction de Reims ainsi que dans la zone d'emploi et dans le bassin de vie de cette ville.

### Communes limitrophes
Les communes limitrophes sont Muizon, Janvry, Méry-Prémecy, Rosnay, Thillois et Vrigny.
| Rosnay       | Muizon |          |
| Janvry       | Gueux  | Thillois |
| Méry-Prémecy | Vrigny |          |

### Géologie et relief
La superficie de la commune est de 8,86 km2 ; son altitude varie de 77  à   210 mètres.

### Hydrographie

#### Réseau hydrographique

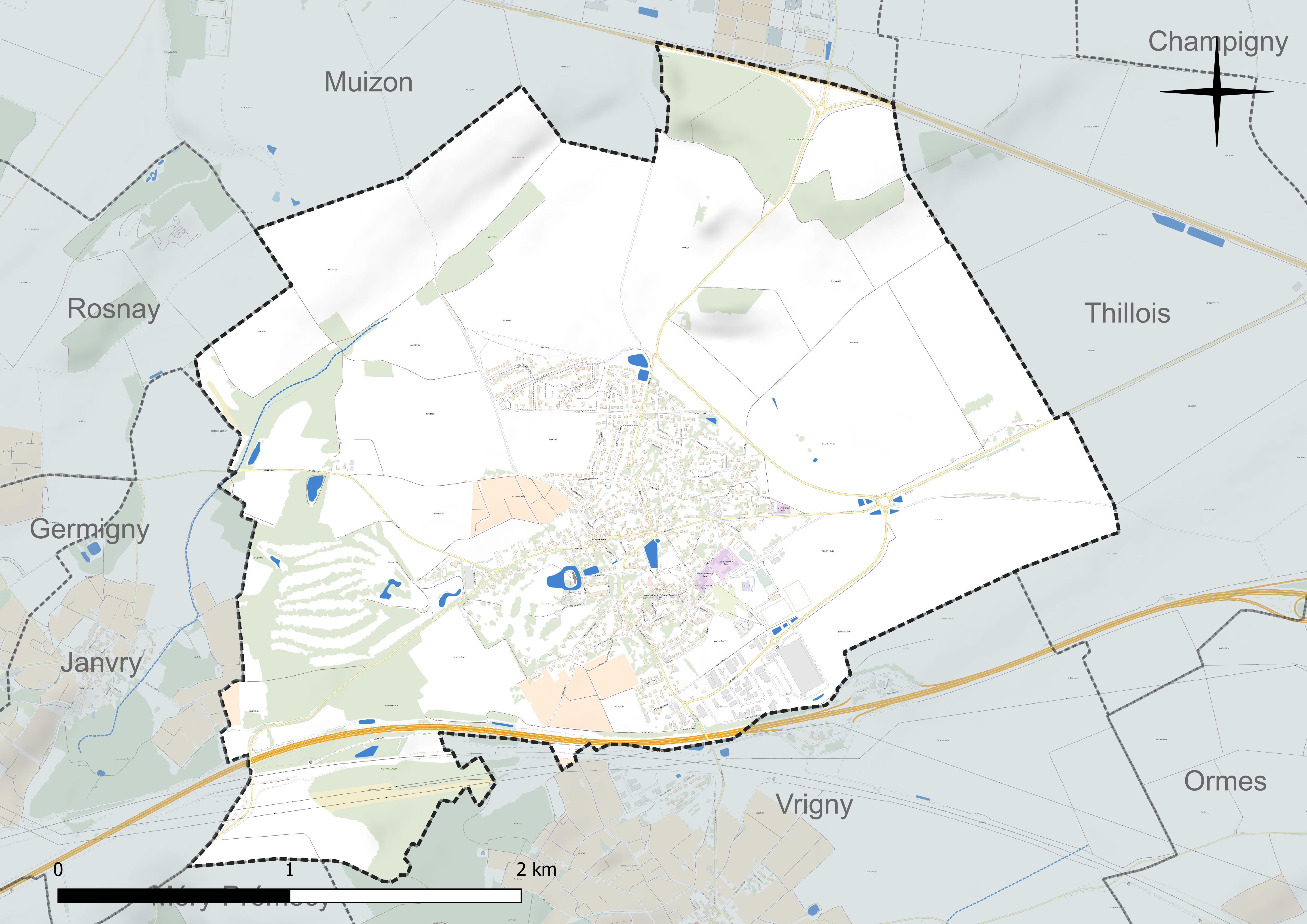
Réseau hydrographique de Gueux.

La commune est dans la région hydrographique « la Seine du confluent de l'Oise (inclus) à l'embouchure » au sein du bassin Seine-Normandie.
Elle est drainée par le ruisseau des Grands Prés,.

#### Gestion et qualité des eaux
Le territoire communal est couvert par le schéma d'aménagement et de gestion des eaux (SAGE) « Aisne Vesle Suippe ». Ce document de planification, dont le territoire s’étend sur 3 096 km2 répartis sur trois départements (Aisne, Marne et Ardennes) et deux régions (Champagne-Ardenne et Picardie), a été approuvé le 16 décembre 2013. La structure porteuse de l'élaboration et de la mise en œuvre est le Syndicat d’aménagement des bassins Aisne Vesle Suippe (SIABAVES).
La qualité des cours d’eau peut être consultée sur un site dédié géré par les agences de l’eau et l’Agence française pour la biodiversité.

### Climat
Pour des articles plus généraux, voir Climat du Grand Est et Climat de la Marne.
En 2010, le climat de la commune est de type climat océanique dégradé des plaines du Centre et du Nord, selon une étude du Centre national de la recherche scientifique s'appuyant sur une série de données couvrant la période 1971-2000. En 2020, Météo-France publie une typologie des climats de la France métropolitaine dans laquelle la commune est exposée à un climat océanique altéré et est dans la région climatique Nord-est du bassin Parisien, caractérisée par un ensoleillement médiocre, une pluviométrie moyenne régulièrement répartie au cours de l’année et un hiver froid (3 °C).
Pour la période 1971-2000, la température annuelle moyenne est de 10,6 °C, avec une amplitude thermique annuelle de 15,7 °C. Le cumul annuel moyen de précipitations est de 687 mm, avec 11,6 jours de précipitations en janvier et 8 jours en juillet. Pour la période 1991-2020, la température moyenne annuelle observée sur la station météorologique de Météo-France la plus proche, « Chambrecy-Civc », sur la commune de Chambrecy à 10 km à vol d'oiseau, est de 10,7 °C et le cumul annuel moyen de précipitations est de 734,0 mm. 
La température maximale relevée sur cette station est de 40,3 °C, atteinte le 25 juillet 2019 ; la température minimale est de −22,1 °C, atteinte le 17 janvier 1985,,.
Les paramètres climatiques de la commune ont été estimés pour le milieu du siècle (2041-2070) selon différents scénarios d'émission de gaz à effet de serre à partir des nouvelles projections climatiques de référence DRIAS-2020. Ils sont consultables sur un site dédié publié par Météo-France en novembre 2022.

## Urbanisme

### Typologie
Au 1er janvier 2024, Gueux est catégorisée bourg rural, selon la nouvelle grille communale de densité à sept niveaux définie par l'Insee en 2022.
Elle est située hors unité urbaine. Par ailleurs la commune fait partie de l'aire d'attraction de Reims, dont elle est une commune de la couronne,. Cette aire, qui regroupe 294 communes, est catégorisée dans les aires de 200 000 à moins de 700 000 habitants,.

### Occupation des sols

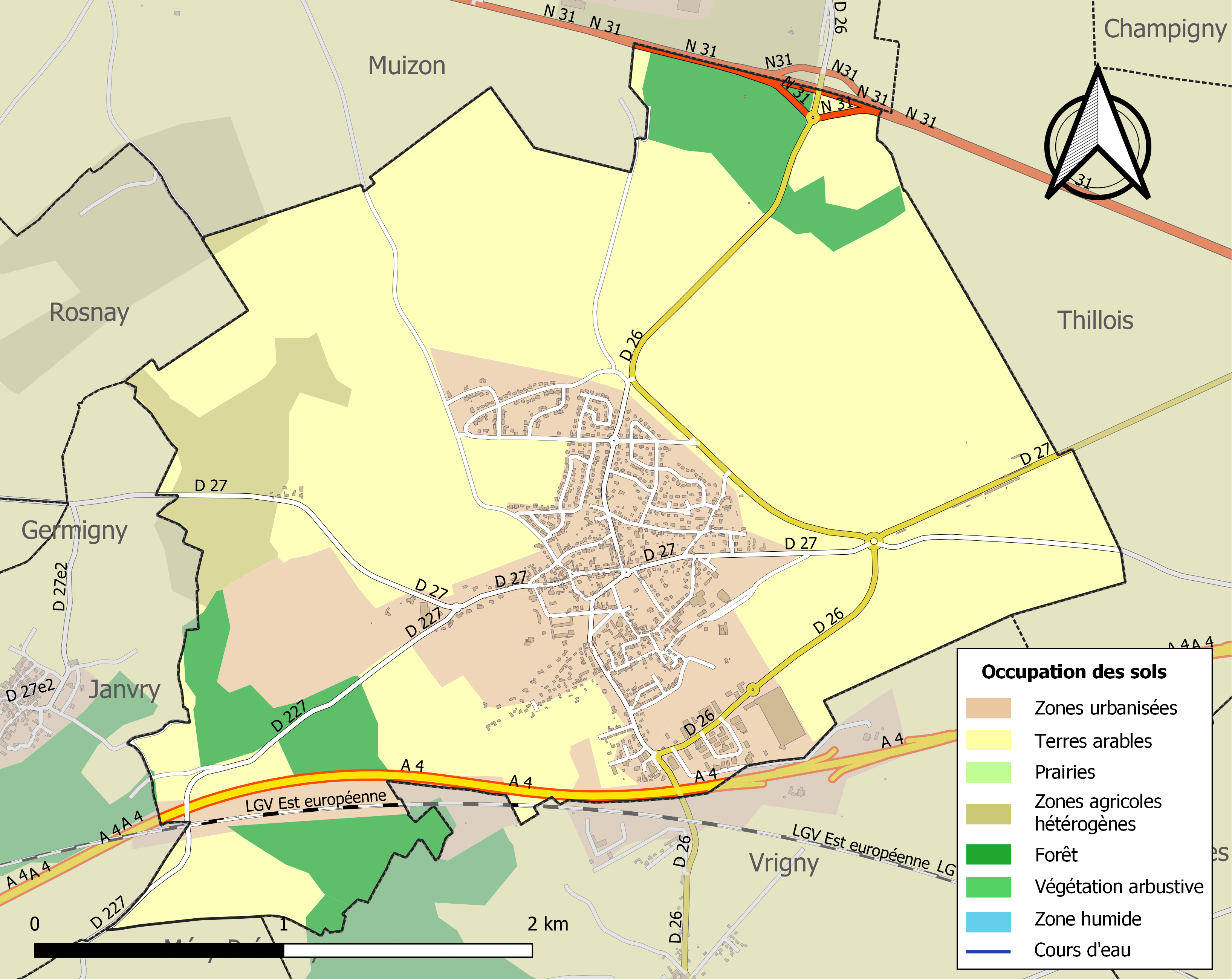
Carte des infrastructures et de l'occupation des sols de la commune en 2018 (CLC).

L'occupation des sols de la commune, telle qu'elle ressort de la base de données européenne d’occupation biophysique des sols Corine Land Cover (CLC), est marquée par l'importance des territoires agricoles (67,7 % en 2018), en diminution par rapport à 1990 (75,3 %).
La répartition détaillée en 2018 est la suivante : 
terres arables (58,8 %), zones urbanisées (11,6 %), forêts (9 %), espaces verts artificialisés, non agricoles (6,2 %), zones industrielles ou commerciales et réseaux de communication (5,4 %), zones agricoles hétérogènes (4,6 %), cultures permanentes (4,4 %).
L'évolution de l’occupation des sols de la commune et de ses infrastructures peut être observée sur les différentes représentations cartographiques du territoire : la carte de Cassini (XVIIIe siècle), la carte d'état-major (1820-1866) et les cartes ou photos aériennes de l'IGN pour la période actuelle (1950 à aujourd'hui).

### Habitat et logement
En 2021, le nombre total de logements dans la commune était de 779, alors qu'il était de 699 en 2016 et de 692 en 2011.
Parmi ces logements, 95,2 % étaient des résidences principales, 0,8 % des résidences secondaires et 4 % des logements vacants. Ces logements étaient pour 95,2 % d'entre eux des maisons individuelles et pour 4,8 % des appartements.
Le tableau ci-dessous présente la typologie des logements à Gueux en 2021 en comparaison avec celle de la Marne et de la France entière. Une caractéristique marquante du parc de logements est ainsi la faible proportion des résidences secondaires et logements occasionnels (0,8 %) par rapport au département (3,4 %) et à la France entière (9,7 %).
| Typologie                                               | Gueux | Marne | France entière |
| ------------------------------------------------------- | ----- | ----- | -------------- |
| Résidences principales (en %)                           | 95,2  | 87,5  | 82,2           |
| Résidences secondaires et logements occasionnels (en %) | 0,8   | 3,4   | 9,7            |
| Logements vacants (en %)                                | 4     | 9,1   | 8,1            |

### Voies de communication et transports
Le territoire communal est tangenté au sud par l'autoroute A4 et au nord par la route nationale 31
Gueux est traversée par la route touristique du Champagne.

## Toponymie
Le nom de la localité est attesté sous les formes Gothi (vers 850) ; Geux (1191) ; Gueuz, Goez (vers 1201) ; Gouz (1216) ; Guez (1219) ; Goti (1220) ; Choti, Cothi (1221) ; Gueux (1227) ; Gex (1248) ; Gues (vers 1263) ; Guex (1355) ; Geuz emprez Reims (1384) ; Gueus (XIVe siècle) ; Gueulx (1508).
Au fil des siècles, le toponyme Gueux, signifie indiscutablement « Goths », Goti en latin, qui désigne une colonie du peuple germain.

## Histoire

### Ancien Régime

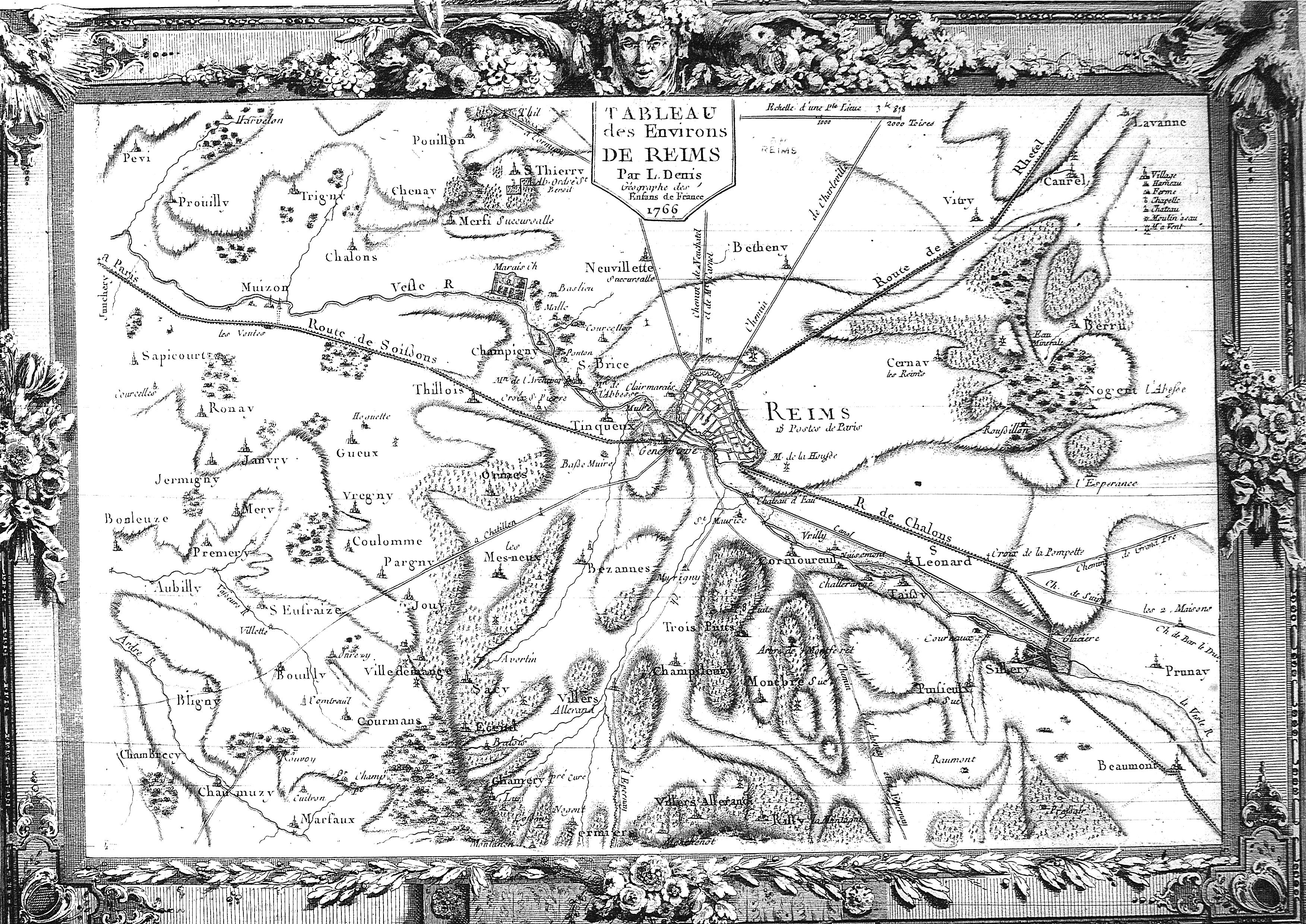
Reims et ses environs en 1766.
Cliquer sur l'image pour l'agrandir

Gueux, à proximité de Reims est le siège d'une importante et renommée seigneurie. La famille des Cauchon est déjà seigneur de Gueux au XIVe siècle. Les Feret, également seigneurs de Mont-Laurent sont seigneurs de Gueux, et à ce titre, Hubert de Feret (baron de la Sainte Ampoule), capitaine commandant de la ville de Reims, porta le dais au sacre du roi Henri III, le 13 février 1575.

### Époque contemporaine
Au début du XXe siècle, le vignoble de Gueux est presque entièrement touché par le phylloxera.
Première Guerre mondiale
Gueux était situé à l'arrière front  pendant la plus grande partie de la guerre : pendant la guerre de position la commune est une zone de cantonnement et de nombreux régiments y viennent au repos. Les bois proches dit de "La Garenne" sont occupés par l'artillerie à longue portée. Une ambulance est installée dans le château de Gueux.
Néanmoins il se retrouve dans les combats de la côte 240 à Vrigny de la Bataille de l'Aisne (1918) et de la Bataille de la Marne (1918) lors de la grande Offensive du Printemps de l'armée allemande. Le village est défendu notamment par Tirailleurs algériens, ce qui empêchera la prise de Reims.
Le village est considéré comme détruit à la fin de la Première Guerre mondiale et a été décoré de la Croix de guerre 1914-1918, le 1er octobre 1920.
Dès l'armistice, les habitants sont logés dans des bâtiments provisoires, remplacés progressivement par des maisons encore présentes.

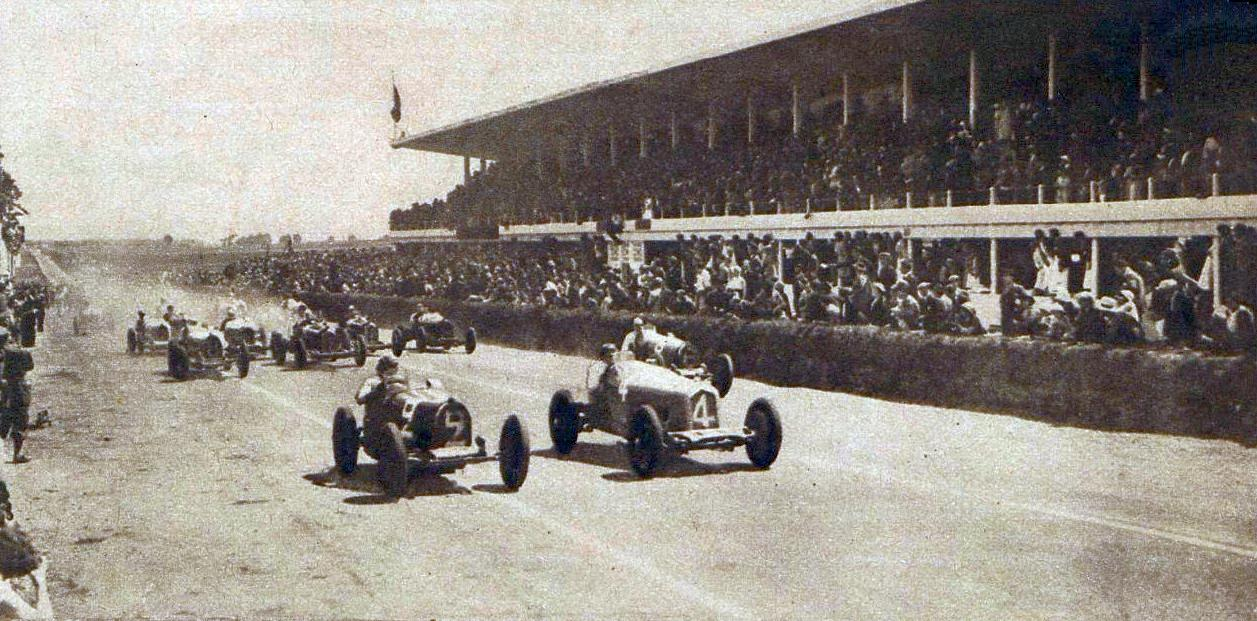
Départ du Grand-prix de l'ACF de 1932.

Le Circuit de Reims-Gueux est créé en 1926 à l'initiative de ce qui allait devenir l'Automobile Club de Champagne, sur un tracé empruntant initialement  la RN31, la RD 26 et la RD 27. Les courses, interrompues pendant la guerre 1939-1945, ont définitivement cessé en 1969.
Seconde Guerre mondiale
Le 28 décembre 1943 la Gestapo a arrêté le chef du réseau local de la Résistance, affilié à Ceux de la Résistance, Pol Poncelet, qui meurt en déportation ainsi que plusieurs autres résistants de Gueux.

## Politique et administration

### Rattachements administratifs et électoraux
Rattachements administratifs
La commune se trouve dans l'arrondissement de Reims du département de la Marne.
Elle faisait partie depuis 1801 du canton de Ville-en-Tardenois. Dans le cadre du redécoupage cantonal de 2014 en France, cette circonscription administrative territoriale a disparu, et le canton n'est plus qu'une circonscription électorale.
Rattachements électoraux
Pour les élections départementales, la commune fait partie depuis 2014 du canton de Fismes-Montagne de Reims
Pour l'élection des députés, elle fait partie de la deuxième circonscription de la Marne .

### Intercommunalité
Gueux était membre de la communauté de communes Champagne Vesle, un établissement public de coopération intercommunale (EPCI) à fiscalité propre créé fin 2000 et auquel la commune avait transféré un certain nombre de ses compétences, dans les conditions déterminées par le code général des collectivités territoriales, qui procédait de la transformation en communauté de communes du district rural de Gueux institué en 1973.
Conformément au schéma départemental de coopération intercommunale approuvé par le préfet le 30 mars 2016 cette intercommunalité a fusionné avec ses voisines pour former le 1er janvier 2017  la communauté urbaine dénommée Grand Reims dont est désormais membre Gueux.

### Tendances politiques et résultats
Lors du premier tour des élections municipales de 2014 dans la Marne, la liste DVD menée par le maire sortant Jean-Pierre Ronseaux obtient la majorité absolue des suffrages exprimés, avec 520 voix (55,79 %, 15 conseillers municipaux élus dont 3 communautaires), devançant largement celle, également DVD, menée par  Jean-Luc Lhéritier, qui a obtenu 412 voix (44,20 %, 4 conseillers municipaux élus dont 1 communautaire).
Lors de ce scrutin, 27,90 % des électeurs se sont abstenus
Lors des élections municipales de 2020 dans la Marne, la liste menée par le maire sortant est la seule candidate et obtient la totalité des 474 suffrages exprimés. Elle est donc élue en totalité et 1 de ses membres est également conseiller communautaire.
Lors de ce scrutin marqué par la pandémie de Covid-19 en France, 63,14 % des électeurs se sont abstenus et 9,88 % des votants ont choisis un bulletin blanc ou nul.

### Liste des maires
| Période                                  | Période                         | Identité                 | Étiquette  | Qualité |
| ---------------------------------------- | ------------------------------- | ------------------------ | ---------- | --- |
| Les données manquantes sont à compléter. |                                 |                          |            | |
|                                          |                                 |                          |            | |
| 1800                                     | 1812                            | Auguste Fourmet          |            | |
| 1812                                     | 1815                            | Jacques-Louis Meunie     |            | |
| 1815                                     | 1822                            | Jean-Pierre Fourmet      |            | |
| 1822                                     | 1828                            | Nicolas Louis            |            | |
| 1828                                     | 1830                            | Pierre Sarazin           |            | |
| 1830                                     | 1856                            | Jacques Louis Meunier    |            | Propriétaire Conseiller général de Ville-en-Tardenois (1848 → 1852)                                            |
| 1856                                     | 1876                            | Charles-Louis Rœderer    |            | Négociant en vins natif de Strasbourg, propriétaire du château                                                 |
| 1876                                     | 1881                            | Lié-Eugène Augé          |            | |
| 1881                                     | 1884                            | Remi Promsy              |            | |
| 1884                                     | 1888                            | Lié-Eugène Augé          |            | |
| 1888                                     | 1895                            | Auguste Sarazin          |            | |
| 1895                                     | 1900                            | Alphonse Theisse         |            | |
| 1900                                     | 1900                            | Nicolas-Auguste Compagne |            | |
| 1900                                     | 1900                            | Lié-Léon Gilbert         |            | |
| 1900                                     |                                 | Jacques-Ernest Goulden   |            | |
|                                          |                                 |                          |            | |
| mai 1953                                 | mars 1959                       | Jean Taittinger          | Gaulliste  | |
|                                          |                                 |                          |            | |
| 1972                                     | 1978                            | Claude Delafosse         |            | Cadre dirigeant d’une grande entreprise de travaux publics à Reims Démissionnaire                              |
| 1984                                     | 1990                            | Kévin Deuxbilde          | Socialiste | Prof de gym |
|                                          |                                 |                          |            | |
|                                          | mars 2001                       | Rémi Prévost             |            | |
| mars 2001                                | mars 2008                       | Claude Bien              |            | |
| mars 2008                                | juin 2008                       | Jean-Pierre Mazereel     |            | Éducateur spécialisé                                                                                           |
| juillet 2008                             | En cours (au 1er décembre 2020) | Jean-Pierre Ronseaux     |            | Cadre dirigeant retraité Vice-président de la CC Champagne Vesle (2014 → 2016) Réélu pour le mandat 2020-2026, |

## Équipements et services publics

### Enseignement
Le collège de Gueux porte le nom de Raymond Sirot, instituteur de la commune, résistant, mort en déportation à Buchenwald le 18 mars 1944.

## Population et société

### Démographie
L'évolution du nombre d'habitants est connue à travers les recensements de la population effectués dans la commune depuis 1793. Pour les communes de moins de 10 000 habitants, une enquête de recensement portant sur toute la population est réalisée tous les cinq ans, les populations de référence des années intermédiaires étant quant à elles estimées par interpolation ou extrapolation. Pour la commune, le premier recensement exhaustif entrant dans le cadre du nouveau dispositif a été réalisé en 2005.

En 2022, la commune comptait 1 901 habitants, en évolution de +13,36 % par rapport à 2016 (Marne : −1,19 %, France hors Mayotte : +2,11 %).
| 1793 | 1800 | 1806 | 1821 | 1831 | 1836 | 1841 | 1846 | 1851 |
| ---- | ---- | ---- | ---- | ---- | ---- | ---- | ---- | ---- |
| 415  | 505  | 525  | 485  | 600  | 588  | 632  | 686  | 674  |

| 1856 | 1861 | 1866 | 1872 | 1876 | 1881 | 1886 | 1891 | 1896 |
| ---- | ---- | ---- | ---- | ---- | ---- | ---- | ---- | ---- |
| 663  | 659  | 655  | 576  | 627  | 612  | 608  | 607  | 604  |

| 1901 | 1906 | 1911 | 1921 | 1926 | 1931 | 1936 | 1946 | 1954 |
| ---- | ---- | ---- | ---- | ---- | ---- | ---- | ---- | ---- |
| 575  | 552  | 526  | 400  | 509  | 506  | 492  | 499  | 532  |

| 1962 | 1968 | 1975  | 1982  | 1990  | 1999  | 2005  | 2006  | 2010  |
| ---- | ---- | ----- | ----- | ----- | ----- | ----- | ----- | ----- |
| 722  | 984  | 1 144 | 1 213 | 1 414 | 1 425 | 1 748 | 1 772 | 1 745 |

| 2015  | 2020  | 2022  | - | - | - | - | - | - |
| ----- | ----- | ----- | - | - | - | - | - | - |
| 1 668 | 1 850 | 1 901 | - | - | - | - | - | - |

## Économie
Gueux est une commune viticole située dans l'AOC du Champagne.

## Culture et patrimoine

### Lieux et monuments
- Le circuit de Reims-Gueux  Inscrit MH (2009, partiellement)[36]. La commune a connu de grandes heures de l'histoire automobile sur son circuit, notamment au temps des 12 heures de Reims et des Grands Prix de Formule 1, dont il subsiste aujourd'hui les tribunes et une partie de infrastructure[37]. La tribune du public est classée monument historique depuis 2009[20].
- L'église, construite au XIXe siècle en remplacement de l'ancienne église romane jugée trop petite, est financée par Mme. Rœderer[16].
- Le château des Dames de France à Gueux (restaurant-golf).
- Gueux compte un monument aux morts de la Première Guerre mondiale[17] et un monument, partagé avec Vrigny, aux résistants morts en déportation entre 1941 et 1945  inauguré le 25 avril 1948[31].

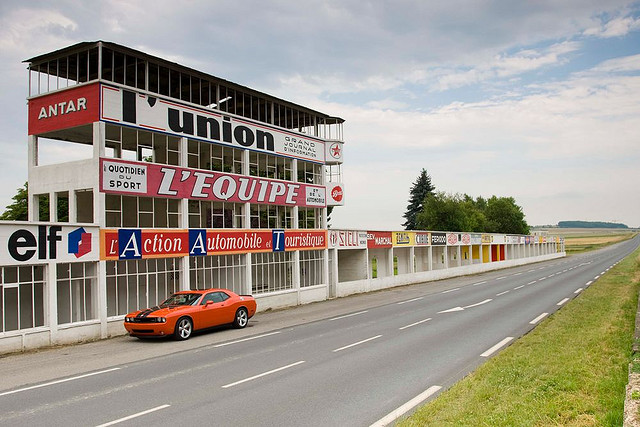
La tribune du circuit.
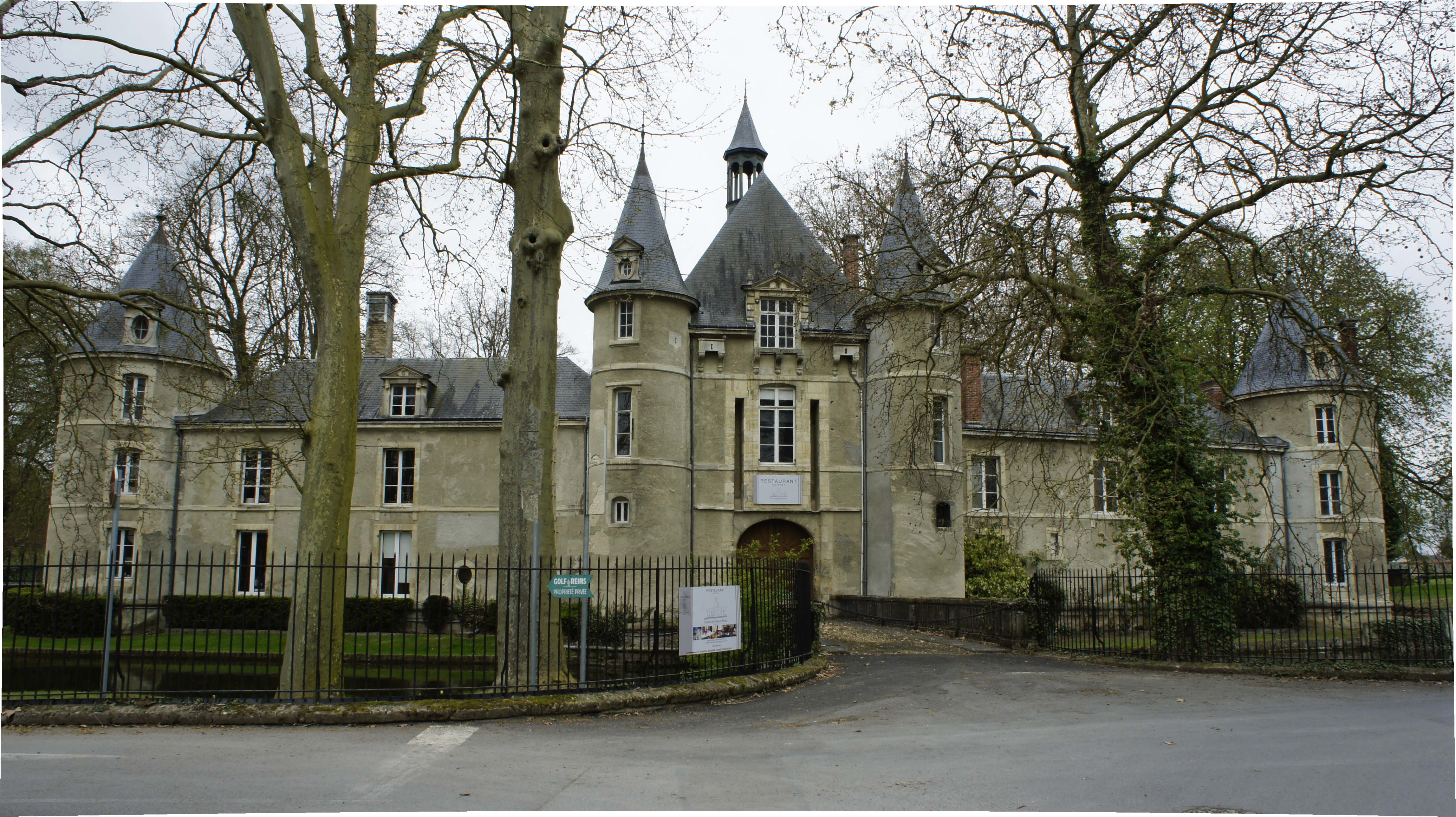
Le château.
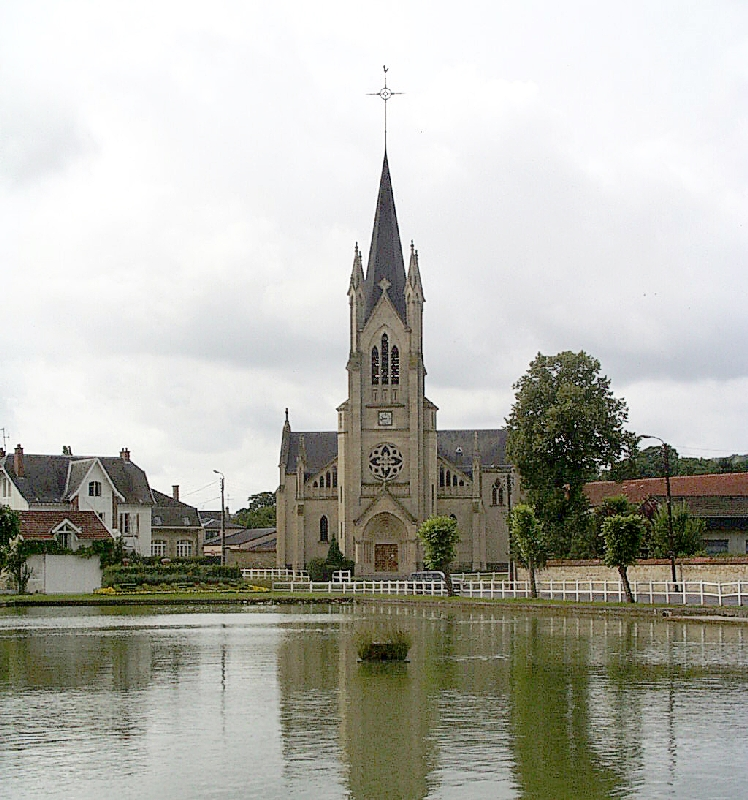
L'église
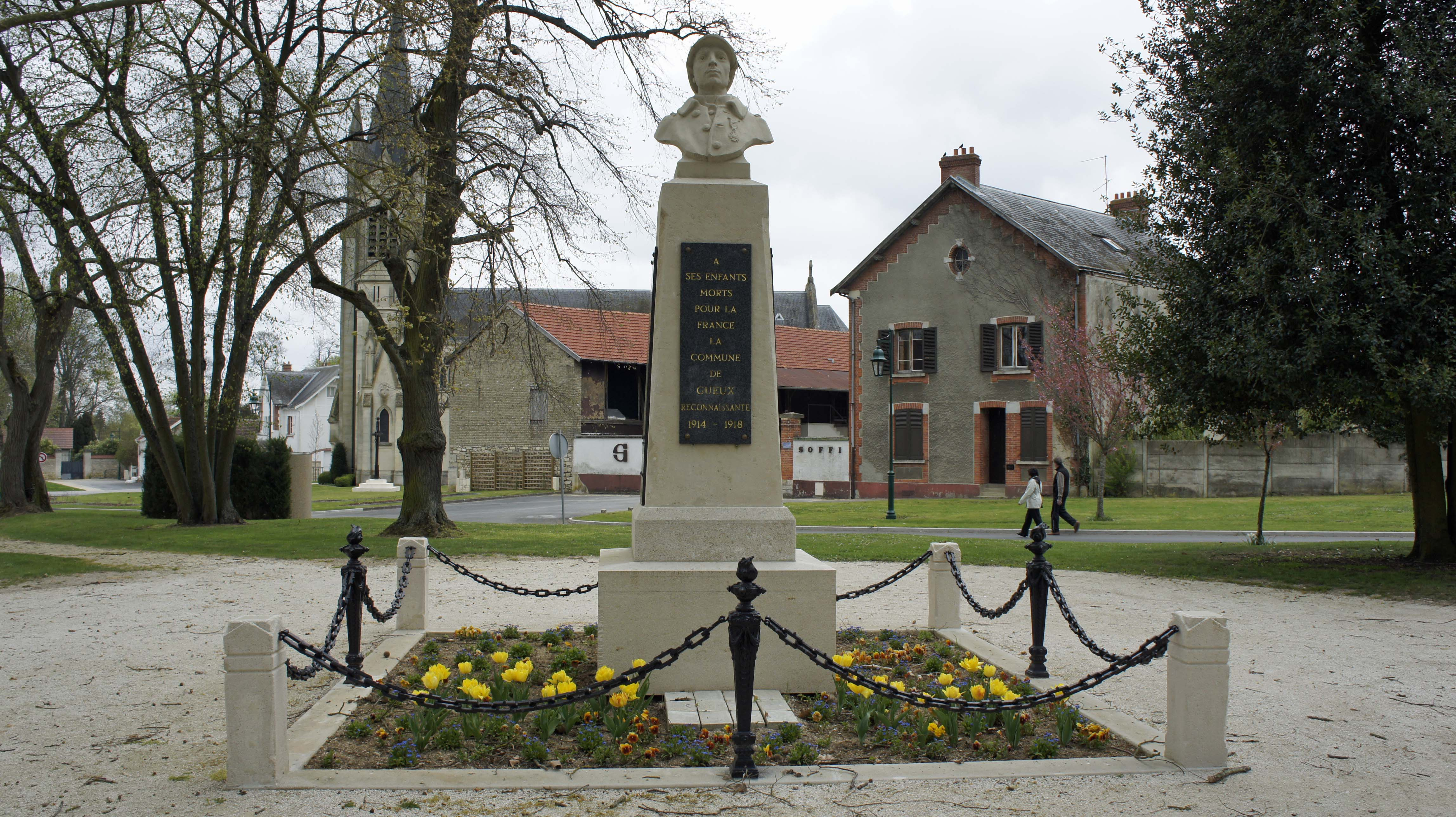
Le monument aux morts 1914-1918.
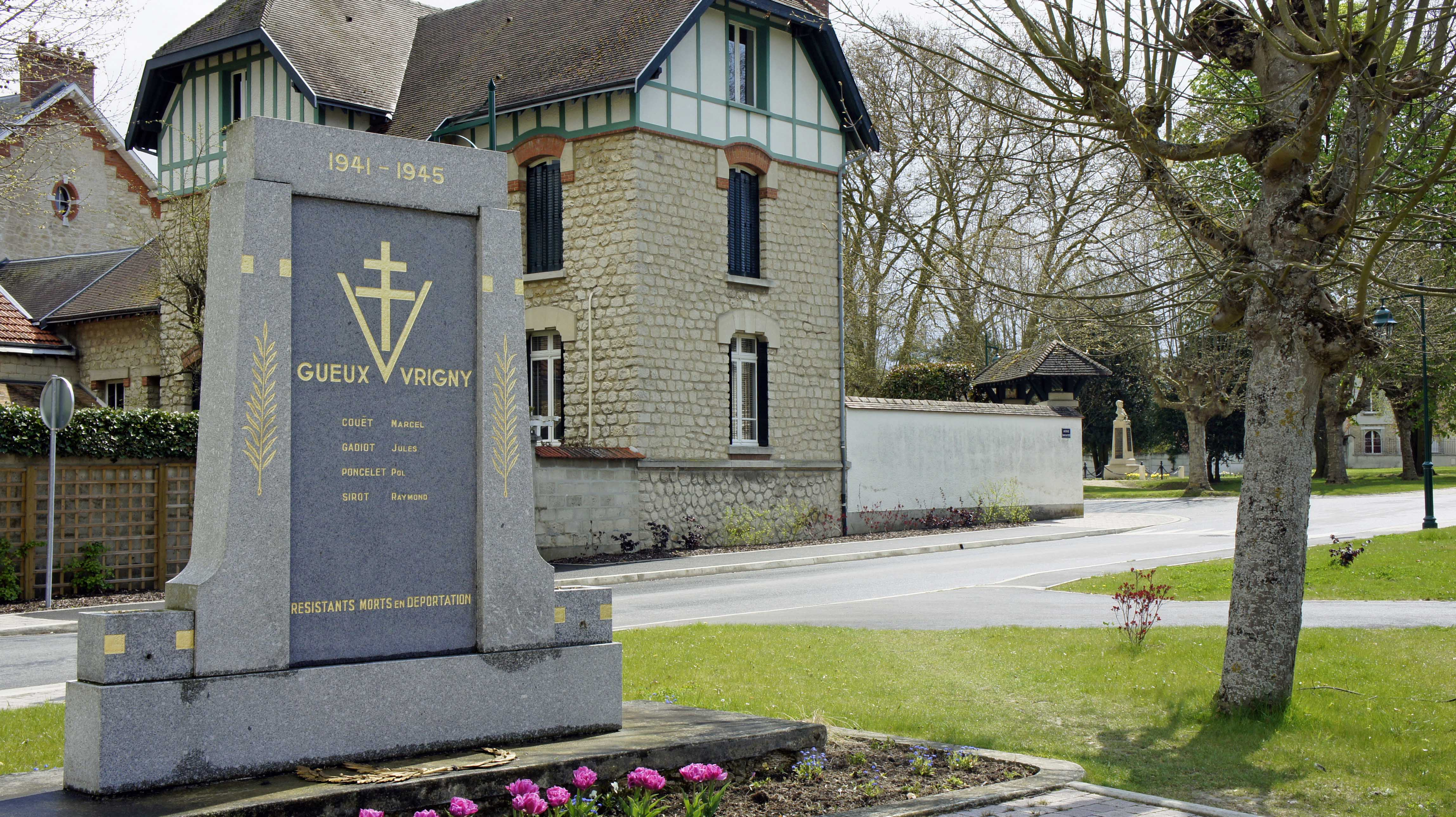
Le monument aux morts 1941-1945.

### Personnalités liées à la commune
- Nicolas Louis (1807-1857), pianiste, violoniste et compositeur, est né à Gueux ;
- Théodore Dubois (1837-1924), organiste, pédagogue et compositeur français, a été titulaire de l'orgue de l'église.

### Héraldique
| Blason de Gueux | Blason  | De gueules au griffon dragonné d'or, ailé d'argent ; sur le tout, d'azur à trois fleurs de lis d'or surmontées d'une couronne royale du même. |
| Blason de Gueux | Détails | Le statut officiel du blason reste à déterminer.                                                                                              |

## Pour approfondir